# F.L. Smidth - hele verden som arbejdsplads
F.L. Smidth - hele verden som arbejdsplads er en dansk virksomhedsfilm om cementvirksomhed FLSmidth fra 1982, der er instrueret af Hans Christensen, Peter Solbjerghøj og Claus Lindhardt efter manuskript af førstnævnte.

## Handling
Denne artikel mangler et handlingsreferat. Hjælp os med at skrive det.